# Jurij Ivanovyč Chymyč

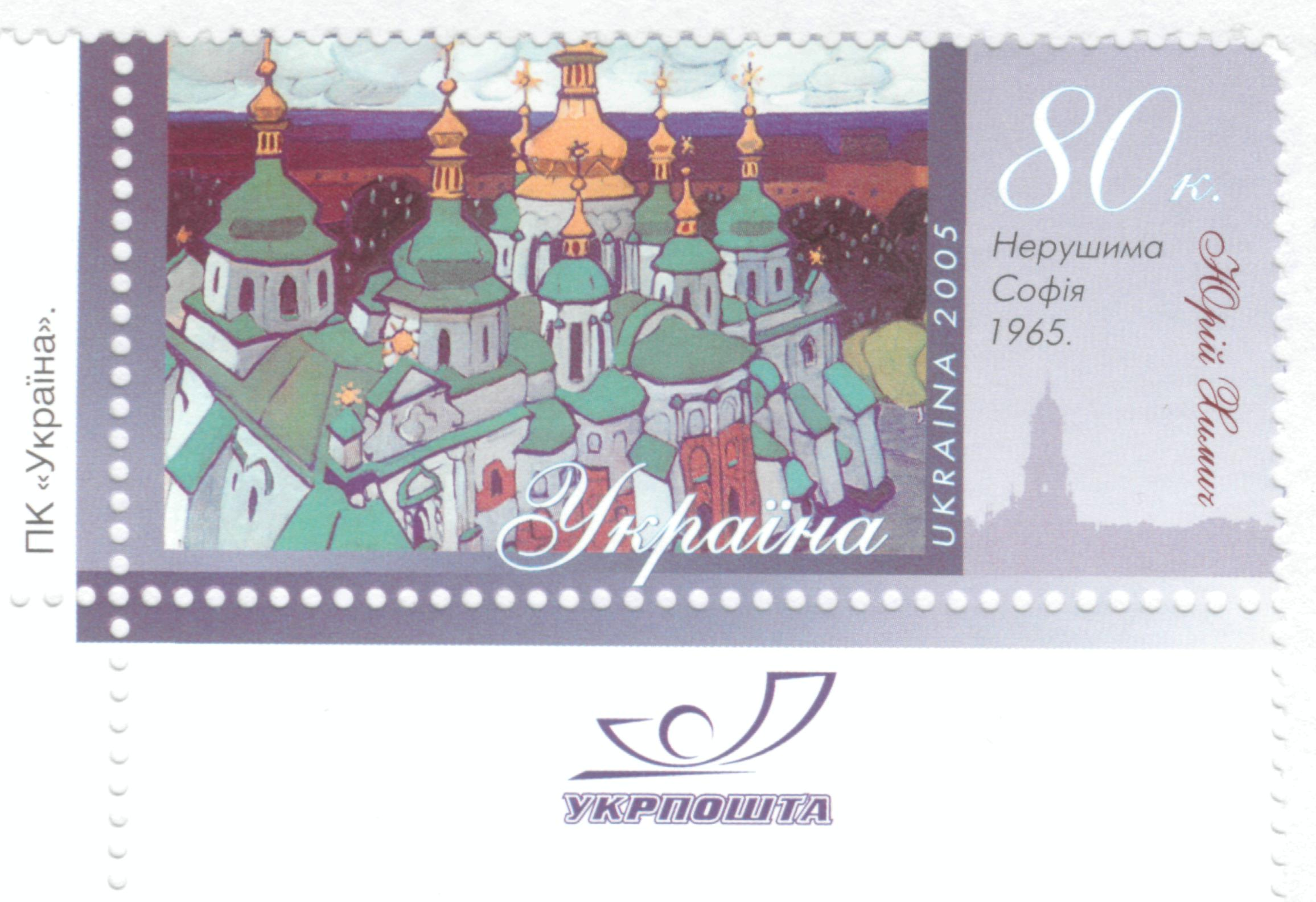
L'indistruttibile Sofia (di Kiev). Dipinto di Jurij Chymyč, 1965. Francobollo ucraino, 2005, 80 kop.

Jurij Ivanovyč Chymyč (in ucraino Химич Юрій Іванович?; Kamianets-Podilskyi, 12 aprile 1928 – Kiev, 23 luglio 2003) è stato un pittore, grafico e pedagogo ucraino.

## Biografia
Suo padre era un ingegnere chimico in uno zuccherificio e sua madre un'insegnante. Fin dall'infanzia scriveva poesie, suonava strumenti musicali, disegnava. Nel 1945, all'età di 17 anni, mostrò una serie dei suoi acquerelli al famoso artista sovietico Aleksej Šovkunenko (1884-1974) e su suo consiglio entrò nella Facoltà di Architettura dell'Istituto di ingegneria civile di Kiev. Durante gli studi (Università nazionale di ingegneria civile e architettura di Kiev, 1945–1950), insegnante e mentore di Khimich fu il famoso pittore e acquerellista Mychailo Steinberg. In questo primo periodo il lavoro di Khimich comprende una serie di acquerelli: Kiev, Leningrado, paesaggi della Crimea di piccolo formato e nature morte.
Nel 1950 si laurò presso l'Istituto di ingegneria civile di Kiev.
Dal 1950 al 1954 prestò servizio nell'esercito sovietico (Sebastopoli) come tenente ingegnere; nel tempo libero dipise principalmente paesaggi marini e ritratti (una serie di acquerelli di questo periodo è presentata nella collezione "Crimea"). Nel 1952, queste opere furono esposte alla prima mostra personale di Khimich e ricevettero recensioni positive da noti artisti sovietici dell'epoca: Tatiana Yablonskaya (1917-2005) e Mikhail Deregus (1904-1997). Le opere di Yuri Khimich impressionarono anche il presidente dell'Accademia di architettura della SSR ucraina, Volodymyr Zabolotny (1898-1962), che offrì al giovane artista un lavoro presso l'Accademia.
Nel 1959 si laureò alla scuola di specializzazione dell'Accademia di architettura dell'Ucraina. I suoi insegnanti erano Y. Steinberg, O. Shovkunenko, S. Yerzhykovsky e V. Zabolotny. Divenne membro dell'Unione nazionale degli architetti dell'Ucraina (1955), membro dell'Unione nazionale degli artisti dell'Ucraina (1962) e membro onorario dell'Accademia di architettura dell'Ucraina. Chymyč ha insegnato all'Istituto di ingegneria civile di Kiev (1964 —1985); dal 1984 docente (e dal 1991 professore) presso il Kyiv State Art Institute (ora Accademia Nazionale di Belle Arti e Architettura), dove l'artista sviluppò un proprio programma, oltre ad un manuale scientifico e metodologico sulle specificità dell'insegnamento di disegno e pittura presso la Facoltà di Architettura.
Alla fine degli anni '50 del XX secolo divenne famoso come acquarellista . L'artista ha lavorato principalmente con tecniche di acquerello, guazzo e monotipo, raffiguranti monumenti architettonici di Ucraina, Russia, Stati baltici, Asia centrale, Caucaso, Finlandia, Polonia e altri paesi. Ha illustrato riviste, libri di testo di storia e cultura.
Formatosi come architetto, dipinse edifici tradizionali e storici, come chiese e monasteri, ma anche paesaggi urbani e paesaggi. A lui è stato dedicato un francobollo ucraino nel 2005 con la sua rappresentazione della Cattedrale di Santa Sofia, Kiev.
Le sue opere sono conservate nel Museo Nazionale d'Arte dell'Ucraina, nel Museo di Storia di Kiev, nel Museo d'Arte della Russia, negli Stati Baltici, in Polonia e in altri paesi.